# Pierre Haïk
Pour les articles homonymes, voir Haïk.
Pierre Haïk, né le 9 août 1950 à Tlemcen, en Algérie française,,, et mort le 19 février 2023 à Garches, est un avocat français.
Il est connu pour avoir plaidé dans plusieurs dossiers politico-financiers médiatiques en étant le défenseur de Nicolas Sarkozy, Serge Dassault et Charles Pasqua.

## Biographie
Pierre Haïk grandit en Algérie française et arrive en France métropolitaine à l'âge de 12 ans. Il étudie les lettres puis le droit, finançant sa scolarité comme instituteur pour enfants en difficulté. Il prêtre serment comme avocat le 06 février 1980. Il milite au Groupe d'information sur les prisons. Il parle couramment l'arabe.
Démarrant sa carrière d'avocat par des dossiers de braquages, d'affaires de gang dans le milieu de la pègre, Pierre Haïk débute en associé avec Thierry Herzog. Il intervient notamment dans les dossiers du gang des postiches et des braqueurs de l'UBS. Dans les années 1990, l'avocat Hervé Temime les rejoint pour de nombreuses affaires pénales, formant un trio surnommé « les trois H » par leurs confrères, bien que ce surnom soit déjà attribué par les juges à l'association de Pierre Haïk et Thierry Herzog dans les affaires de stupéfiants, pour « Haïk, Herzog et Héroïne »,.
En 1984, Pierre Haîk (33 ans) rencontre Jacqueline Laffont (23 ans). Il est alors marié et père de deux filles. Elle entre dans son cabinet et ils se fiancent. Le couple, duo indissociable parents de deux fils, dont le cabinet est installé boulevard Saint-Michel à Paris, va faire partie des « avocats les plus puissants de France » selon GQ.
À partir de la fin des années 1990, Pierre Haïk a pour clients de nombreux hommes politiques, dont le ministre de l'Intérieur Charles Pasqua, le président de la République ivoirienne Laurent Gbagbo dans l'affaire IB, la femme du maire de Paris Xavière Tiberi et l'ex-patron de Vivendi Jean-Marie Messier. Il défend également Michel Roussin, directeur de cabinet de Jacques Chirac, dans l'affaire des emplois fictifs de la mairie de Paris, l'homme d'affaires Alfred Sirven dans l'affaire Elf, et le directeur de cabinet de Laurent Fabius, Louis Schweitzer, dans l'affaire du sang contaminé.
Dans les années 2000, Pierre Haïk travaille notamment pour l'homme d'affaires Arcadi Gaydamak dans l'affaire des ventes d'armes à l'Angola.

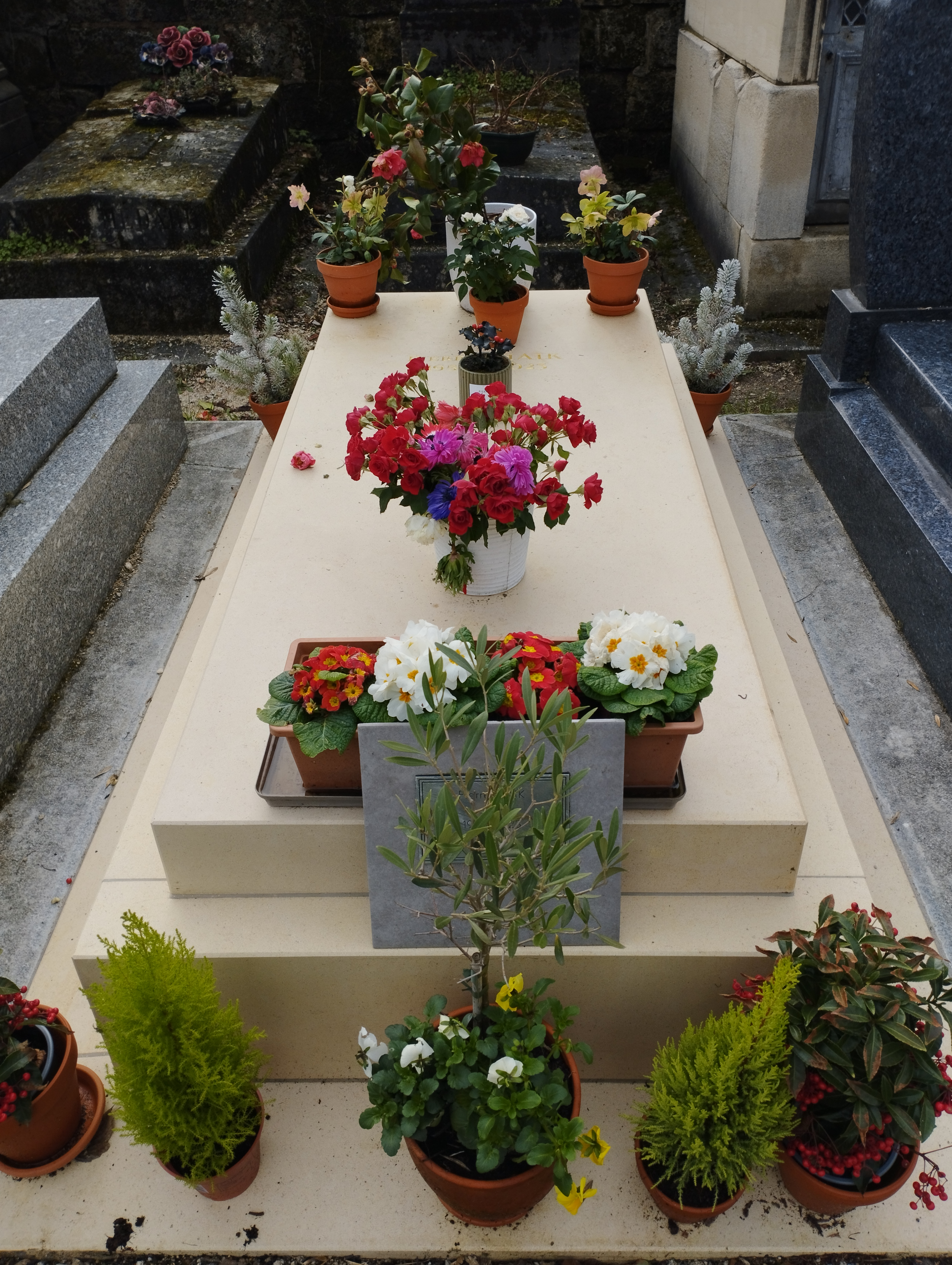
Tombe de Pierre Haïk au cimetière du Père-Lachaise (division 86).

Pierre Haïk plaide également pour des dossiers au Togo (affaire de Kpacha Gnassingbé, condamné à vingt ans de prison pour avoir voulu renverser son demi-frère, le président Faure Gnassingbé) et, avec l'avocat Éric Dupond-Moretti, pour le Gabon dans l'affaire dite des biens mal acquis.
Dans les années 2010, Pierre Haïk défend Charles Pasqua dans l’affaire du siège de GEC-Alsthom Transport et Jacqueline Laffont le défend dans l’affaire du casino d'Annemasse. Le couple défend Patrice de Maistre dans l'affaire Bettencourt, Serge Dassault et Alexandre Benalla.
Atteint de la maladie d'Alzheimer, Pierre Haïk met doucement fin à ses activités à partir de 2019. Jacqueline Laffont reprend seule le dossier de Nicolas Sarkozy dans l'affaire Bismuth en 2020,.
Sa mort est annoncée le 19 février 2023, à l'âge de 72 ans. Il est inhumé au cimetière du Père-Lachaise (division 86).

## Distinctions
- Chevalier de la Légion d'honneur (décembre 2009), reçue des mains du président Nicolas Sarkozy, aux côtés de son confrère Thierry Herzog[17].

Pierre Haïk avait plaidé en 2014 auprès du Conseil national des barreaux et de l'ordre des avocats du barreau de Paris en faveur du port de la robe d'avocat neutre, sans aucune décoration.